# Gustavo Testa
Gustavo Testa (28. července 1886, Boltiere, Provincie Bergamo - 28. února 1969, Řím) byl italský římskokatolický teolog , biskup, vatikánský diplomat a kardinál.